# Kurt Löb
Kurt Löb (* 11. Januar 1926 in Berlin; † 3. Juni 2015 in Amsterdam) war ein in Deutschland geborener niederländischer Grafikdesigner, Illustrator, Typograf und Buchgestalter.

## Leben und Werk
Kurt Löb floh 1939 gemeinsam mit seinen Eltern und seinem Zwillingsbruder in die Niederlande. Von 1942 bis 1947 studierte er Malerei an der Rijksakademie Amsterdam. In den Jahren 1948 bis 1953 ließ er sich in der Schriftgiesserei Amsterdam (Tetterode) zum Gebrauchsgrafiker (Typografie und Illustration) ausbilden. Seit 1953 war er freiberuflich als Maler, Buchgrafiker und Illustrator tätig. Ab 1957 lehrte Löb an der Königlichen Akademie für Kunst und Formgebung in 's-Hertogenbosch. Gastprofessuren führten 1973 und 1980 nach Salzburg, 1975 und 1980 nach Antwerpen, 1977/1978 nach Essen und 1979 nach Jerusalem. Seine Buchgestaltung wurde mehrfach ausgezeichnet unter den 50 Schönsten Büchern des Jahres der Niederlande. Auf der IBA (Internationale Buchkunst-Ausstellung) Leipzig erhielt er 1982 die Silbermedaille. 1999 verlieh ihm die Hans-Meid-Stiftung die Hans-Meid-Medaille für Illustration.

## Einzelausstellungen (mutmaßlich unvollständig)
- 1975: Zeichnungen, Illustrationen und Buchgestaltungen. Klingspor-Museum, Offenbach am Main
- postum 2025: BücherKunst. Der Buchillustrator und Buchgestalter Kurt Löb. Museum für Angewandte Kunst, Gera